# Dipseudopsis grammoptera
Dipseudopsis grammoptera är en nattsländeart som beskrevs av Navás 1934. Dipseudopsis grammoptera ingår i släktet Dipseudopsis och familjen Dipseudopsidae. Inga underarter finns listade i Catalogue of Life.